# لن ماکسول
لن ماکسول (انگلیسی: Len Maxwell؛ ۸ اوت ۱۹۳۰ – ۱۳ مهٔ ۲۰۰۸) صداپیشه و اعلان‌کنندهٔ رادیویی و تلویزیونی اهل ایالات متحده آمریکا بود.
از فیلم‌ها یا برنامه‌های تلویزیونی که وی در آن نقش داشته است می‌توان به چه خبر، تایگر لی‌لی؟ اشاره کرد.